# Гатфілд Тауншип (округ Монтгомері, Пенсільванія)
Гатфілд Тауншип (англ. Hatfield Township) — селище (англ. township) в США, в окрузі Монтгомері штату Пенсільванія. Населення — 18 640 осіб (2020).

## Демографія
Згідно з переписом 2010 року, у селищі мешкало 17 249 осіб у 6532 домогосподарствах у складі 4651 родини. Було 7083 помешкання
Расовий склад населення:
| - 75,6 % — білих - 16,3 % — азіатів - 4,5 % — чорних або афроамериканців - 0,2 % — корінних американців - 0,1 % — вихідців з тихоокеанських островів - 1,2 % — осіб інших рас |

До двох чи більше рас належало 2,1 %. Частка іспаномовних становила 3,8 % від усіх жителів.
За віковим діапазоном населення розподілялося таким чином: 21,7 % — особи молодші 18 років, 64,3 % — особи у віці 18—64 років, 14,0 % — особи у віці 65 років та старші. Медіана віку мешканця становила 40,6 року. На 100 осіб жіночої статі у селищі припадало 99,4 чоловіків;  на 100 жінок у віці від 18 років та старших — 97,5 чоловіків також старших 18 років.
Середній дохід на одне домашнє господарство  становив 93 918 доларів США (медіана — 75 657), а середній дохід на одну сім'ю — 110 896 доларів (медіана — 88 594). Медіана доходів становила 56 896 доларів для чоловіків та 48 348 доларів для жінок. За межею бідності перебувало 4,7 % осіб, у тому числі 4,2 % дітей у віці до 18 років та 6,8 % осіб у віці 65 років та старших.
Цивільне працевлаштоване населення становило 9840 осіб. Основні галузі зайнятості: освіта, охорона здоров'я та соціальна допомога — 19,7 %, виробництво — 18,1 %, науковці, спеціалісти, менеджери — 13,4 %, роздрібна торгівля — 12,5 %.